# ネートチカ・ネズワーノワ
『ネートチカ・ネズワーノワ』（ロシア語: Неточка  Незванова）は、フョードル・ドストエフスキーの中編小説で、1849年に『祖国雑記』1月号、2月号、5月号に発表された。ドストエフスキーは同年4月23日にペトラシェフスキー事件に連座して逮捕されたため、5月号には、作者ドストエフスキーの名前を出すことは許されず、この作品も未完に終わった。シベリア流刑前の最後の作品となる。

## 概要
ドストエフスキーはすでに1846年12月の時点で、兄ミハイルに宛てた手紙の中で、『ネートチカ・ネズワーノワ』について次のように書いている。「僕は一心不乱に書いています。なんだかわが国の文学界全体、雑誌や評論家連中を相手どって訴訟でも起こしたような気がしてなりません。そこで『祖（国）雑記』に掲載される三部にわかれた僕の長篇小説でこの一年間も文壇の首位を確保して僕に悪意をいだいている連中の鼻をあかしてやるつもりです。」（1846年12月17日付の手紙）この1846年は、ドストエフスキーが文壇にデビューした年であり、1月に『貧しき人びと』、そして2月に『分身』、10月に『プロハルチン氏』が発表されている。しかし、『貧しき人びと』以降の2つの作品については本人の期待と意気込みに反して、あまり評判が良くなかった。そこでなんとかして自分の名声取り戻したいと必死になっている様子がこの文面からもうかがえる。
結局雑誌掲載までは、それから約2年余りを要したことになるが、不運なことにドストエフスキーは政治的事件（ペトラシェフスキー事件）に連座したため、途中で筆を折ることを余儀なくされてしまう。逮捕後の1849年6月20日に弟アンドレイに監獄から宛てた手紙において、『祖国雑記』5月号に掲載された『ネートチカ・ネズワーノワ』の第3篇について、「僕のいない留守に、僕の知らないうちに掲載されてしまったので、僕はその校正刷りさえも見ていないような始末なのだ。僕は心配でならないのだよ。いったいどんな形で掲載したのかそれにあの長篇を妙に歪めたりはしなかったかと思ってね！　だからぜひその号を送ってくれないか。」（前掲書）と頼んでいる。しかし、この5月号に掲載されたものには作者ドストエフスキーの名前は検閲局により削除されていたのである。ドストエフスキーは、シベリア流刑後も結局この作品を書き継いで完成させることはなかったが、1860年に『著作集』が出版されるに際し、雑誌に発表された原稿に手を加え、現在のような中編作品としての体裁が整えられた。
「ネートチカ・ネズワーノワ」という名前は、日本語訳をすれば「名無しのなし子」と言ったような意味合いで、母親がつけた愛称である。本名は「アンナ」で作品中では「アンネッタ」とも呼ばれている。ネートチカの父親は彼女が2歳の時に亡くなり、母親はその後イェフィーモフという風変わりな音楽家と再婚する。ネートチカのこの継父に対する幼少期の痛ましいともいえる愛慕の情は、それに続く侯爵令嬢カーチャへの甘いうっとりとするような愛慕の情との対比を際だたせる役割を果たしている。そうした両極端ともいえる境涯を経てネートチカは、さらにカーチャの義姉に当たるアレクサンドラ・ミハイロヴナの家に引き取られ、そこで経済的・社会的には恵まれた家庭に見えるアレクサンドラ家の痛ましいともいえる夫婦の暗闘に触れることになる。激しく悩みながらも彼女はそれを受け止め、できればそのもつれた糸を解きほぐそうもがく。アレクサンドラ・ミハイロヴナを前にしてその夫ピョートル・アレクサンドロヴィッチとネートチカの間で繰り広げられるきわどい追及劇においても、すでにネートチカは堂々と渡り合えるほどに成長を遂げていたのである。もしこの作品が書き継がれていたら、カーチャとネートチカの再会後のドラマがどのようなものになったのか、非常に興味がそそられるところであるが、それは読者の想像に委ねるしかない。

## あらすじ
ネートチカ・ネズワーノワは、2歳の時に父が亡くなり、その後母が再婚したのはイェフィーモフという音楽家だった。このイェフィーモフは、ネートチカの母親が遺産として受け取った千ルーブリの金を当て込んで彼女と結婚したのであったが、結局その金もまたたくうちに使い果たして、家族は貧乏にあえいでいた。しかし、イェフィーモフはこつこつ働くどころか自分は音楽の天才だと称して自尊心ばかりが強く、オーケストラの楽士たちともすぐにトラブルを起こして、ろくな仕事にもつかず結局妻の細腕にすがりついているというありさまだった。イェフィーモフはもともとある地主のオーケストラのクラリネット奏者だったが、ある時からイタリア人の指揮者と仲良くなり、しばらく親しくしていたが、突然その指揮者が亡くなり、彼にバイオリンを遺してくれた。そのうえ彼はその指揮者からバイオリンを教わったらしく、いつの間にかバイオリンの腕前は驚くほどのものになっていたのである。やがて、彼は自分の力を世間に示すにはサンクトペテルブルクに出るしかないと思い、やっとのことでサンクトペテルブルクに出て、そこでバイオリニストのＢという男と知り合う。Ｂはまじめで、ひたむきに自分の目標に向かって進んでいくタイプであったが、イェフィーモフの方はすでに若さを失い、目標すらも見失ってしまっているのであった。ただ、自分は音楽の天才であるというむなしい幻想、自己満足に溺れているに過ぎなかった。やがてイェフィーモフは飲酒に耽るようになり、バイオリンもしばらく手にすることもなく、次第に落ちぶれていった。そのうえＢとも喧嘩して、彼に紹介されて入ったオーケストラも追い出されてしまったのである。ちょうど結婚して2年半の頃で、ネートチカは4歳半だった。それから長い間イェフィーモフは、職にもつかず妻に頼って細々と暮らしをしていた。
ネートチカの物心がついたのは10歳の頃であった。ネートチカは家では母に怒鳴られ、虐げられている継父のことが可哀想な受難者のように思え、いつしか継父のことを愛おしく思うようになっていた。彼女は自分の家の悲劇をすべて母のせいだとすら考えたのである。継父を喜ばせるためならなんだって彼女はするつもりだった。ある時Ｓというバイオリニストの演奏会の切符を手に入れるため、母親の給料の25ルーブリから15ルーブリをくすねて継父に渡そうとしたことすらあった。結局それは失敗したのだが、継父はＢのとりなしもあって音楽好きの公爵から演奏会の招待状を受け取りその演奏会へ行くことができた。しかし、その演奏会へ行ったことによって結局継父イェフィーモフは破局へと導かれていったのであった。継父が演奏会から帰ってきたその夜に母は亡くなった。イェフィーモフは妻の霊前でバイオリンを弾くと、彼女を置いたまま娘とともに家をあとにした。しかし、娘は途中で母のところに戻ろうとするが、イェフィーモフはそのまま戻って来なかった。彼は天才Ｓの演奏を聴いて自分の身の程を思い知らされ、永遠に息の根を止められてしまったのである。母の死によって、もはや己を縛るものは何もなくなった彼は自由となり、自分で自分を裁こうとしたのであった。
ネートチカは、継父の後ろ姿を追いかけながら、失神して倒れた。気がついた時には柔らかいベッドの上であった。ネートチカが倒れたのは音楽好きの公爵邸の前で、貧乏楽士イェフィーモフの娘であることを知った公爵はその偶然の不思議さに心を打たれ、その娘を自分の子供達と一緒に育てようと考えたのである。継父イェフィーモフは結局あの直後に発狂し、病院に送られ2日後に亡くなったことをネートチカは知らされた。しばらくしてネートチカは元気を取り戻し、モスクワからやってきた公爵の娘カーチャと生活を共にすることになる。ネートチカは、初めて会った瞬間からカーチャのうっとりするような美しさに心を奪われてしまった。はじめのうちカーチャはネートチカに戸惑っていたが、やがてネートチカの思いを受け止め、2人はお互いを好きになっていった。しかし、2人のあまりの親密ぶりを心配した公爵は、やがて2人を遠ざけることにした。カーチャは再びモスクワの公爵家へ移され、2人は別れることになったのである。
ネートチカは、その後公爵夫人の先夫との間に生まれた娘アレクサンドラ・ミハイロヴナの家に引き取られることになる。アレクサンドラ・ミハイロヴナは財産もあり立派な官等のピョートル・アレクサンドロヴィッチという男と結婚していたが、その生活はどこか修道女のような沈んだものであった。彼女と夫の関係もなにかぎくしゃくしたものが感じられた。ネートチカは、この家の養女となりここで8年間過ごすことになる。アレクサンドラ・ミハイロヴナは、やがて夫との間に2人の子を儲けるが、彼女は自分の子供とネートチカを差別したりすることはまったくなく、娘として存分に愛してくれたのである。ネートチカは、その家でしっかりとした教育を授けられるが、やがて彼女はこの家の図書室から密かに本を持ち出して本の世界にどっぷりと浸かり、空想と幻想の世界に思い切り羽ばたいていった。しかし、偶然本の間に挟まれた手紙、それはアレクサンドラ・ミハイロヴナに宛てたある男性からの手紙だったが、それを読んだことでこの夫婦の間のただならぬ秘密を知ることになる。その手紙は、アレクサンドラ・ミハイロヴナへ向けた最後の別れの手紙だった。アレクサンドラ・ミハイロヴナはすでに結婚していたが、ある男と道ならぬ恋に陥り、それがたちまちのうちに世間の噂となり、アレクサンドラ・ミハイロヴナに向けて激しい非難が浴びせられた。しかし夫はそれを知った上で男に手を引かせ、アレクサンドラ・ミハイロヴナの名誉を守ろうとしたらしい。文面からその男がアレクサンドラ・ミハイロヴナの窮地を救うために自ら身を引くことが書かれていた。ネートチカはこの重大な秘密を知って激しく動揺した。そして運悪く図書室でまたその手紙を読んでいるところをピョートル・アレクサンドロヴィッチに見つかってしまい、彼はネートチカからその手紙を引ったくって一瞬手紙に目を通した。ネートチカは必死で彼にしがみついて、何とか手紙を取り戻した。
しかし手紙をめぐる2人の争いはアレクサンドラ・ミハイロヴナのいる場所に引きずり出された。アレクサンドラ・ミハイロヴナの前でピョートル・アレクサンドロヴィッチはネートチカに手紙について詰め寄る。ネートチカは手紙のことが自分にも、さらには夫にも知られることになればアレクサンドラ・ミハイロヴナは破滅してしまうに違いないと必死で手紙のことを隠そうとする。それに対してピョートル・アレクサンドロヴィッチは手紙のことを執拗に追及してくる。しかし、途中からピョートル・アレクサンドロヴィッチがこの手紙をネートチカの恋人からものと勘違いしているらしいことに気づく。そこで、ネートチカは夫に合わせるように、手紙は自分の恋人からの恋文であると嘘の自白をする。その結果なんとか秘密が暴かれることは避けられたのであるが、そこでの激しいやりとりによってもはや3人の関係は修復できないものとなっていた。ネートチカは、その直後ピョートル・アレクサンドロヴィッチのところへ行き手紙を渡し、それがネートチカへの恋文ではなくアレクサンドラ・ミハイロヴナ宛ての手紙であることを伝える。夫の虚栄心と嫉妬に狂ったエゴイズムによりアレクサンドラ・ミハイロヴナがどれほど苦しんでいたか、それを夫に分からせるとともに自分はすっかりそれを見抜いていることを伝えるために。

## 登場人物
ネートチカ・ネズワーノワ
物語の主人公でアンナが本名、アンネッタとも呼ばれる。
イェゴール・ペトローヴィッチ・イェフィーモフ
ネートチカ・ネズワーノワの継父。貧乏楽士。
ネートチカ・ネズワーノワの母
名前不詳
音楽好きの地主
名前不詳
カルル・フョードルイッチ・マイエル
ドイツ生まれのバレーダンサーを夢見る劇場の下働き
Ｂ　
イェフィーモフの親友。真面目なしっかり者。
Ｓ
天才的なバイオリニスト。
Ｈ公爵
ネートチカを引き取ってくれた音楽好きの公爵。カーチャの父。
カーチャ
Ｈ公爵の娘。ネートチカと同じ年頃。
Ｈ公爵夫人
カーチャの母親。先夫との間にアレクサンドラ・ミハイロヴナを儲ける。
マダム・レオタール
カーチャとネートチカの家庭教師
アレクサンドラ・ミハイロヴナ
Ｈ公爵夫人の先夫との娘。ネートチカを養女として引き取る。
ピョートル・アレクサンドロヴィッチ
アレクサンドラ・ミハイロヴナの夫。

## 日本語訳
- 『ドストエフスキー全集2 ニェートチカ・ニェズヴァーノヴァ』 小沼文彦訳、筑摩書房
- 『ドストエーフスキイ全集4 ネートチカ・ネズヴァーノヴァ』 米川正夫訳、河出書房新社
- 『ドストエフスキー全集2 ネートチカ・ネズワーノワ』 水野忠夫訳、新潮社